# Белтсвілл (Меріленд)
Белтсвілл (англ. Beltsville) — переписна місцевість (CDP) в США, в окрузі Графство принца Георга штату Меріленд. Населення — 20 133 особи (2020).

## Географія
Белтсвілл розташований за координатами 39°2′24″ пн. ш. 76°55′14″ зх. д. / 39.04000° пн. ш. 76.92056° зх. д. (39.039903, -76.920443).  За даними Бюро перепису населення США в 2010 році переписна місцевість мала площу 18,62 км², з яких 18,55 км² — суходіл та 0,07 км² — водойми.

## Демографія
Згідно з переписом 2010 року, у переписній місцевості мешкали 16 772 особи в 5494 домогосподарствах у складі 3824 родин. Густота населення становила 901 особа/км².  Було 5921 помешкання (318/км²).
Расовий склад населення:
| - 36,4 % — білих - 34,9 % — чорних або афроамериканців - 9,5 % — азіатів - 0,5 % — корінних американців - 14,6 % — осіб інших рас |

До двох чи більше рас належало 4,1 %. Частка іспаномовних становила 27,1 % від усіх жителів.
За віковим діапазоном населення розподілялося таким чином: 23,2 % — особи молодші 18 років, 65,1 % — особи у віці 18—64 років, 11,7 % — особи у віці 65 років та старші. Медіана віку мешканця становила 35,7 року. На 100 осіб жіночої статі у переписній місцевості припадало 94,7 чоловіків;  на 100 жінок у віці від 18 років та старших — 93,1 чоловіків також старших 18 років.
Середній дохід на одне домашнє господарство  становив 85 472 долари США (медіана — 73 189), а середній дохід на одну сім'ю — 89 930 доларів (медіана — 76 125). Медіана доходів становила 49 662 долари для чоловіків та 46 192 долари для жінок. За межею бідності перебувало 14,3 % осіб, у тому числі 23,8 % дітей у віці до 18 років та 11,1 % осіб у віці 65 років та старших.
Цивільне працевлаштоване населення становило 9691 осіб. Основні галузі зайнятості: освіта, охорона здоров'я та соціальна допомога — 24,3 %, науковці, спеціалісти, менеджери — 14,5 %, будівництво — 13,2 %.